# Staré Sedlo (ort i Tjeckien, Karlovy Vary)
Staré Sedlo är en ort i Tjeckien.   Den ligger i regionen Karlovy Vary, i den västra delen av landet, 120 km väster om huvudstaden Prag. Staré Sedlo ligger 432 meter över havet och antalet invånare är 760.
Terrängen runt Staré Sedlo är kuperad söderut, men norrut är den platt. Runt Staré Sedlo är det ganska tätbefolkat, med 149 invånare per kvadratkilometer. Närmaste större samhälle är Karlovy Vary, 12,2 km nordost om Staré Sedlo. I omgivningarna runt Staré Sedlo växer i huvudsak blandskog.